# Міцнісні характеристики гірських порід
Міцнісні характеристики гірських порід мають першорядне значення при руйнуванні гірських порід механічним способом. Вони характеризують здатність до опору силовим впливам і в залежності від виду й інтенсивності останніх до зміни розмірів, форми і стану.
- Міцність гірських порід — властивість гірської породи в певних умовах і межах, не руйнуючись, сприймати ті або інші силові впливи (зокрема впливи механічних навантажень, температурних, магнітних, електричних і інших полів, нерівномірне протікання фізико-хімічних процесів у різних частинах гірських порід і ін.).

Показниками, що характеризують міцність гірських порід для різних випадків, є: границі міцності порід на стиснення σст, розтягнення σр, зсув σзс, вигин σвиг, а також текучості σт, повзучості σп та ін. Для більшості порід границя міцності на розтягнення σр не перевищує 20 МПа. Границі міцності порід при зсуві, вигині та інших видах деформацій завжди менші σст і більші σр, але ближчі до останньої. З породотвірних мінералів найбільшу міцність має кварц. У нього σст перевищує 500 МПа, у польових шпатів, піроксенів, авгіту, рогової обманки, олівіну та інших залізисто-магнезійних мінералів σст = 200—500 МПа, у кальциту σст близько 20 МПа. У полікристалічних гірських породах міцність в основному визначається силами взаємного зчеплення безпосередньо дотичних між собою зерен і насамперед залежить від їх міцності, а також будови. Найбільші значення границі міцності при стисненні мають щільні дрібнозернисті кварцити і нефрити (500—600 МПа). Значну міцність (більше 350 МПа) мають щільні дрібнозернисті граніти, трохи меншу — габро, діабази і грубозернисті ґраніти. Міцність вугілля при стисненні змінюється в залежності від ступеня його метаморфізму і зольності від 1 МПа (коксівне вугілля) до 35 МПа (антрацити). Для вугілля показники міцності на стиснення σст, зсув σзс, розтягнення σр знаходяться в такому співвідношенні: σст : σзс : σр = 1: 0,3: 0,1.
- Твердість гірських порід — властивість гірської породи, не руйнуючись, чинити опір при зосередженому контактному силовому впливі. Твердість — характеристика гірських порід, що відображає їх міцність.

У залежності від методу випробування розрізнюють твердість дряпання, втиснення, шліфування. При використанні методу дряпання по поверхні переміщують гострий алмазний наконечник або еталонний мінерал. Міра твердості — величина зусилля, з яким протягається наконечник, ширина і об'єм подряпини. У практиці широко застосовується шкала Мооса — десятибальна шкала твердості мінералів, за якою розрізняють десять ступенів твердості. Відносна твердість мінералів за цією шкалою визначається шляхом дряпання мінералу, який досліджується, гострими краями еталонних мінералів (пасивна твердість) або дряпання еталонних мінералів досліджуваним зразком (активна твердість). Еталонами є: 1 — тальк, 2 — гіпс, 3 — кальцит, 4 — флюорит, 5 — апатит, 6 — ортоклаз, 7 — кварц, 8 — топаз, 9 — корунд, 10 — алмаз. Мінерал з більшою твердістю дряпає мінерал з меншою твердістю, тобто кожний наступний мінерал цього ряду здатний дряпати попередній мінерал, але не дряпає наступного за ним, більш твердого. Якщо, наприклад, гіпс не залишає подряпини на поверхні мінералу, що досліджується, а кальцит залишає, то його твердість вважають рівною 2,5. Шкалу Мооса використовують для швидкої діагностики мінералів. Визначення твердості за шкалою Мооса зручне в польових умовах.
У методах свердлування твердість визначають за показниками взаємодії свердла і породи. Критерії твердості в цьому випадку: об'ємна робота руйнування, величина крутильного моменту і ін. За методом Ф. Пфаффа і Т. А. Джаггара використовують алмазні наконечники, за методом А. М. Янчура і О. М. Кульбачного — різці, армовані твердими сплавами. Поширене також визначення твердості за висотою відскоку бойка з алмазним наконечником, що скидається на поверхню гірської породи з фіксованої висоти (метод А. Ф. Шора). У сучасній практиці широко використовують методи втиснення інденторів у досліджуваний зразок. При цьому твердість визначають методами Ю. Брінелля, С. Роквелла і ін., випробуваними в металознавстві. У гірничій справі застосовується показник твердості, що визначається за методом Л. А. Шрейнера шляхом виколювання (заглибини) лунки в шліфованій поверхні породи під дією навантаження, прикладеного до штампу з плоскою круглою основою. Чисельне значення твердості — відношення максимальної сили, що діє на штамп у момент виколювання лунки, до площі контактної поверхні. Аналогічним шляхом визначають контактну міцність за методом Л. І. Барона і Л. Б. Глатмана. Відмінність полягає в тому, що індентор втискують у природну (необроблену) поверхню породи. Показники твердості використовують при проектуванні засобів механізації гірничих робіт, оптимізації режимів експлуатації породоруйнуючих органів, обґрунтуванні нормативів продуктивності різних конструкцій інструментів і т. д. 
- Пластичність гірських порід — властивість гірської породи під дією зовнішніх сил змінювати, не руйнуючись, свою форму і розміри.

Глинисті породи, леси, мергелі, крейда, ґрунти, що залягають на поверхні землі, набувають пластичності за певних умов зволоження, глибинні гірські породи — під дією температури й тиску (пластичність збільшується із зростанням температури і тиску). Пластичність залежить від мінерального складу гірських порід. Наявність жорстких кварцових зерен та польового шпату у породі зменшує її пластичність. Пластичність вугілля залежить від вмісту в ньому вуглецю. При переході від малометаморфізованого вугілля до антрацитів пластичність зменшується в 30 разів. Щодо глинистих порід, то в залежності від ступеня їх зволоженості вони можуть бути крихкими, пластичними і текучими.
- Тривкість гірських порід — загальне умовне поняття, яке символізує сукупність механічних властивостей гірських порід, що виявляється в різних технологічних процесах при видобутку і переробці корисних копалин. Тривкість залежить від твердості, в'язкості, крихкості, пружних властивостей, мінералогічного складу і структури. Тривкість зростає зі збільшенням сил зв'язку між частинками і окремостями гірських порід та вмісту міцних мінералів у породі і знижується, як правило, при зволоженні. За М. М. Протодьяконовим, виділено 10 категорій тривкості . Метод експериментального визначення коефіцієнта тривкості (f), запропонований М. М. Протодьяконовим, оснований на відносній оцінці роботи, затраченої на дроблення гірської породи вантажем масою 2,4 кг, що вільно падає з висоти 0,6 м.

Коефіцієнт тривкості f визначають у залежності від межі міцності на стиск σст:
f = 0,01σст
Показники властивостей гірських порід залежать від їхнього складу і будови. Сили зчеплення між кристалами, цементуючою речовиною і уламками змінюються в широкому діапазоні, що обумовлює великі коливання у механічних властивостях гірських порід. На механічні властивості гірських порід впливають вологість, пористість, шаруватість, крупність мінеральних зерен, поверхневі характеристики тонко дисперсних гірських порід, зокрема ступінь їх гідрофільності та ін.